# Mexisquilla
Mexisquilla is een geslacht van kreeftachtigen uit de klasse van de Malacostraca (hogere kreeftachtigen).

## Soort
- Mexisquilla horologii (Camp, 1971)